# Roberto Zanetti

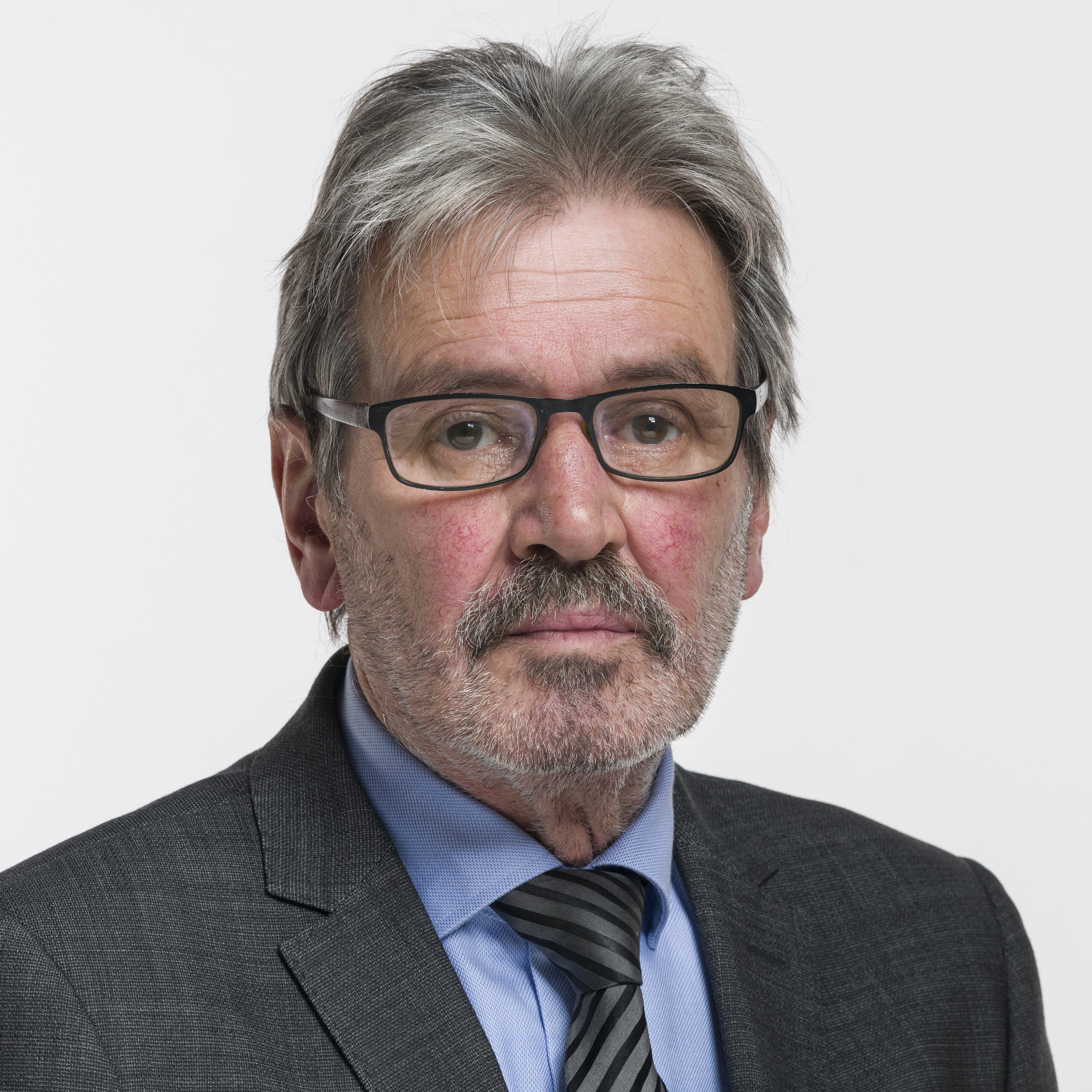
Roberto Zanetti (2019)

Roberto Geremia Palmiro Zanetti (* 14. Dezember 1954 in Solothurn; heimatberechtigt in Poschiavo) ist ein Schweizer Politiker (SP). Er war von 1999 bis 2003 Nationalrat, von 2003 bis 2005 Solothurner Regierungsrat und von 2010 bis 2023 Ständerat.

## Biografie
Roberto Zanetti wuchs in Gerlafingen auf. Sein aus dem Puschlav stammender Vater war Stahlgiesser bei Von Roll. Nach der Abstimmung über die Initiative für ein Waffenausfuhrverbot 1972, für die Roberto Zanetti sich eingesetzt hatte, trat er der Sozialdemokratischen Partei der Schweiz (SP) bei.
Von 1990 bis 2000 war Zanetti Gemeindepräsident von Gerlafingen, wo er sich 1996 erfolgreich für den Erhalt des Stahlwerks einsetzte. Seinen Sitz im Gemeinderat hatte er bereits seit dem 22. Altersjahr. Von 1993 bis 1999 gehörte Zanetti dem Kantonsrat des Kantons Solothurn an. Bei den Wahlen 1999 wurde er in den Nationalrat gewählt, dem er bis 2003 angehörte. Er war sowohl im Kantonsrat als auch im Nationalrat Mitglied der Finanzkommission. 2003 wurde er in der Ersatzwahl für den zurücktretenden Thomas Wallner (CVP) in den solothurnischen Regierungsrat gewählt und übernahm das kantonale Volkswirtschaftsdepartement. Er eroberte damit den zweiten Sitz der SP im solothurnischen Regierungsrat zurück, den diese 18 Jahre zuvor verloren hatte. In den Regierungsratswahlen 2005 wurde Zanetti nicht wiedergewählt. Es handelte sich dabei um die erste Nichtwiederwahl eines amtierenden Regierungsrates im Kanton Solothurn überhaupt. Als Ursache dafür galt die Affäre um die gemeinnützige Stiftung Pro Facile, aus deren Stiftungsrat Zanetti und Ständerätin Anita Fetz 2004 wegen Unregelmässigkeiten zurückgetreten waren. Die Stiftungsaufsicht hat Zanettis Unschuld in dieser Affäre amtlich bestätigt.
Von 2006 bis 2012 war Zanetti Geschäftsleiter der Suchthilfeorganisation Perspektive Region Solothurn. 2009 wurde er wieder in den solothurnischen Kantonsrat gewählt, wo er wiederum Mitglied der Finanzkommission war. Am 24. Januar 2010 wurde Zanetti in einer Ersatzwahl für den verstorbenen Ernst Leuenberger (SP) in den Ständerat gewählt. Er setzte sich im zweiten Wahlgang gegen den Präsidenten der Solothurner SVP Heinz Müller und gegen CVP-Kantonsrat Roland Fürst durch. Bereits im ersten Wahlgang gegen Fürst und Roland Borer (SVP) an Stelle von Müller hatte Zanetti am meisten Stimmen erhalten. Im Ständerat war er Mitglied der Kommission für Wirtschaft und Abgaben (Präsident), der Kommission für Umwelt, Raumplanung und Energie, der Kommission für Wissenschaft, Bildung und Kultur, der Finanzkommission, der Redaktionskommission, der Begnadigungskommission, der Geschäftsprüfungskommission, der Sicherheitspolitischen Kommission und der Kommission für Rechtsfragen.
In den Ständeratswahlen vom 23. Oktober 2011 wurde Zanetti bereits im ersten Wahlgang wiedergewählt. Als zweiter Solothurner Ständerat setzte sich im zweiten Wahlgang Pirmin Bischof (CVP) durch. Auch 2015 trat Zanetti wieder für den Ständerat an und wurde im zweiten Wahlgang wiedergewählt, nachdem er das absolute Mehr im ersten Wahlgang knapp verpasst hatte. In den Wahlen 2019 wurde Zanetti im zweiten Wahlgang wieder in den Ständerat gewählt; er gewann die Stichwahl gegen Christian Imark (SVP). Im Oktober 2022 gab er bekannt, bei den Wahlen 2023 altershalber nicht mehr anzutreten.
Seit 2021 ist Zanetti Zentralpräsident des Schweizerischen Fischerei-Verbandes.